# کیم میونگ گیل
کیم میونگ گیل (کره‌ای: 김명길؛ زادهٔ ۱۶ اکتبر ۱۹۸۴) یک بازیکن فوتبال اهل کره شمالی است.
وی همچنین در تیم‌های ملی فوتبال کره شمالی بازی کرده‌است.